# Phacellium alborosellum
Phacellium alborosellum är en svampart som först beskrevs av Jean Baptiste Desmazières, och fick sitt nu gällande namn av U. Braun 1990. Phacellium alborosellum ingår i släktet Phacellium och familjen Mycosphaerellaceae.   Inga underarter finns listade i Catalogue of Life.